# Noordelijke Oost-Soedanese talen
De Noordelijke Oost-Soedanese talen, Oost-K-Soedanese, K-Soedanese, NNT- of Astaboraanse talen vormen een mogelijke primaire tak van de voorgestelde Oost-Soedanese talen. Ze worden gekenmerkt door de aanwezigheid van een /k/ in de eerste persoon enkelvoud "ik/mij", in tegenstelling tot de Zuidelijke Oost-Soedanese talen, die een /n/ hebben. Er is nog geen definitief verband vastgesteld tussen Nyima en de andere talen. Het lijkt erop dat Nyima eerder nauw verwant is aan het K-Soedanees dan ertoe te behoren.
De bekendste taal van deze groep is het Oud-Nubisch. Volgens Claude Rilly lijkt de oude Meroïtische taal, op basis van beperkt bewijs, nauw verwant te zijn aan de talen van deze groep.
Een reconstructie van het Proto-Noordelijk Oost-Soedanees is voorgesteld door Rilly (2010). 

## Interne classificatie
Rilly (2009) biedt de volgende interne structuur voor de Noordelijke Oost-Soedanese talen:
 
- Noordelijk Oost-Soedanees
  - Nyima: Nyimang, Afitti
  - Taman: Tama, Mararit
  - Nara-Nubisch
    - Nara
    - Meroïtisch-Nubisch
      - Meroïtisch
      - Nubische talen
        - Westelijk Nubisch
          - Birgid
          - Midob, Berg-Nubisch

        - Nijl-Nubisch
          - Oud-Dongolawi, Kenuzi, Dongolawi
          - Oud-Nubisch, Nobiin

## Externe relaties
Op basis van morfologisch bewijs zoals drieledige nummermarkering op nominalen, suggereert Roger Blench (2021) dat de Maban-talen nauw verwant kunnen zijn. 